# Nécropole d'Oust-Almyn
Le complexe funéraire d'Oust-Almyn (en ukrainien : Усть-Альминське городище) est un site archéologique situé en Crimée, Pichtchané du raïon de Bakhtchyssaraï.

## Historique
C'est un site qui a été découverte dans les années 1930 par Ernst Mykola Lvovich, c'est lui qui a donné au lieu le nom d'Alma-Tamak. En 1964 le cimetière a été fouillé, une partie des fouilles se fait depuis l'équipe du musé de Khan-Saraï. Une partie des objets en or ont été pretés dans le cadre de l'exposition de l'or des Scythes. L'ensemble date de la fin du iie siècle, iiie siècle.
Le site est au Registre national des monuments d'Ukraine, numéro : 01-204-9004.

## Situation
Il est situé sur le cap Kermentchyk sur un terrain escarpé, entre Simferopol et la mer Noire et proche de l'embouchure du fleuve Alma. La nécropole est de 5 ha (50 000 m2), adjacente à une agglomération, à un fort protégé par un rempart et un fossé. Les fouilles se firent sur 2 000 m2 (0,2 ha), la nécropole sur 8 000 m2 (0,8 ha).